# 800 Pound Gorilla Records
800 Pound Gorilla Media es un sello discográfico de comedia independiente estadounidense fundado en Nashville, Tennessee, por Ryan Bitzer y Damion Greiman junto con los miembros fundadores Ian Adkins y Anthony Leo. El sello distribuye álbumes de comedia y especiales de comedia por todo el mundo y tienen unos 300 cómicos en su lista, incluidos Chad Daniels, Kathleen Madigan, George Lopez, Whitney Cummings, Jim Jeffries, Greg Warren, Michelle Wolf y más.

## Historia
800 Pound Gorilla empezó en 2016 por los managers de cómicos Ryan Bitzer y Damion Greiman junto con los miembros fundadores Ian Adkins y Anthony Leo, quienes vieron la oportunidad de llevar estrategias modernas en la orientación del consumidor, el marketing digital y la participación de los fanes en el espacio de la comedia. Además de lanzar nuevos álbumes de comedia a través de su sello insignia, 800 Pound Gorilla Records exhibe las leyendas de la comedia a través del sello Clown Jewels y brinda servicios de distribución y marketing para Kevin Hart's LOL Network y Bill Burr's All Things Comedy, entre otras asociaciones.
En 2019, 800 Pound Gorilla Media lanzó un sello de música infantil llamado 8 Pound Gorilla, cuyos artistas incluyen Imagination Movers, Genevieve Goings, Frances England y SaulPaul, entre otros. La compañía también se asoció con Robert Kelly y The Syndicate para formar The Laugh Network, que consiste en una red de podcasts llamada The Laugh Button Podcast Network y un sello discográfico llamado The Laugh Button Records. El primer lanzamiento en esa etiqueta fue 'Rage Against the Routine' del comediante Mike Feeney.
En febrero de 2019, los fundadores de 800 Pound Gorilla se asociaron con el exejecutivo de Broadcast Music, Jim King, para fundar Spoken Giants, una organización de derechos múltiples que ayuda a los creadores de derechos de autor de palabras habladas a cobrar regalías sobre la interpretación de sus obras. La compañía representa a cientos de miembros, incluidos Patton Oswalt, Jeff Foxworthy, Lewis Black, Dan Cummins, Gerry Dee, Pete Holmes, Kyle Kinane, Kathleen Madigan, Ralphie May Estate, Leanne Morgan, Theo Von y cientos de otros.

## Especiales famosos
- George Lopez – The Wall: Live in Washington D.C.
- Kathleen Madigan – Bothering Jesus
- Jim Jefferies – Freedumb
- Chad Daniels – Dad Chaniels, Twelfth Night
- Greg Warren – Where the Field Corn Grows
- Demetri Martin – Live at the Time
- Iliza Shlesinger – Confirmed Kills
- Jo Koy – Live from Seattle
- Michelle Wolf – Nice Lady
- Marc Maron – Too Real
- Pete Holmes – Dirty Clean
- Kyle Kinane –  Trampoline in a Ditch
- Stephen Lynch - My Old Heart
- Fern Brady – Power & Chaos